# خاندان اورلئان
خاندان اورلئان (فرانسوی: Maison de Bourbon-Orléans‎)، که گاهی بوربون اورلئان نیز نامیده می‌شود؛ یکی از چهار عنوانی است که قبلاً توسط چندین شعبه از پادشاهی فرانسه مورد استفاده قرار گرفته‌است. این خاندان توسط فیلیپ یکم، دوک اورلئان، پسر کوچک‌تر شاه لوئی سیزدهم و برادر کوچک‌تر شاه لوئی چهاردهم، "پادشاه خورشید" تأسیس شد. از ۱۷۰۹ تا انقلاب فرانسه، دوک‌ها پس از اعضای شاخه ارشد دودمان بوربون، در جایگاه دوم خط جانشینی برای تاج و تخت فرانسه قرار داشتند.

## تاریخچه

### پیشینه
یک سنت در آنسیان رژیم (فرانسوی:Ancien Régime به معنی رژیم قدیمی)، حکومت پسر کوچکتر شاه در اورلئان به عنوان دوک اورلئان است. در حالی که هر شاخه از دوک‌های اورلئان از فرزندان یک شاهزاده کوچکتر بودند، ولی آنها همیشه یک عضو نزدیک به خانواده سلطنتی بودند، گاهی برای پادشاهی شورش می‌کردند و مواقعی موفق هم می‌شدند. در زمان لوئی چهاردهم به این خاطر که فرزندان هم عصر زیادی وجود داشت در دربار دو نفر از خاندان بوربون-اورلئان حضور داشتند. بزرگ‌ترین این دو شاخه پرنس گاستون، دوک آنژو، پسر جوان آنری چهارم و چهار خواهر او از دو ازدواج مختلف بودند.
گاستون در ۱۶۲۶ دوک اورلئان شد و تا زمان مرگ خود در ۱۶۶۰ این عنوان را نگه داشت. با مرگ گاستون، عنوان اورلئان به خاندان سلطنتی برگشت. بعد از مرگ گاستون بدون فرزند، مقام دوک اورلئان به فیلیپ برادر کوچکتر لوئی چهاردهم رسید. در زمانی که گاستون زنده بود، او را Le Grand Monsieur (لرد بزرگ) می‌نامیدند و بعد از اینکه فیلیپ دوک اورلئان شد به Le Petit Monsieur (لرد کوچک) معروف شد.

### ایجاد
فیلیپ در کنار مقام دوک اورلئان، دوک‌نشین‌های والوا، شارتر و بارون‌نشین مونتارژیس را نیز در اختیار داشت، به تدریج قدرت او رو به افزایش رفت و فیلیپ از این فرصت برای تأسیس خاندان خود استفاده کرد. او از دو همسر خود جمعاَ شش فرزند داشت، از بین پسران او تنها فیلیپ دوم وارث اورلئان صاحب فرزندی شد و از بین دختران نسبت پادشاهان ساردنی از طرف آن ماریا دی اورلئان، دختر فیلیپ، به خاندان اورلئان می‌رسد.
فیلیپ در سال ۱۷۰۱ درگذشت و طبق رسوم پسر کوچک او، فیلیپ دوم به عنوان دوک اورلئان و بعدها نایب السلطنه لوئی پانزدهم جوان انتخاب شد و تا قبل از تولد پسر لوئی، فیلیپ وارث پادشاهی شناخته می‌شد. در دربار از او به نام فیز دی فرانس (فرانسوی:Fils de France) یاد می‌شد و نام خانوادگی او را دی اورلئان برگرفته از شایسته‌ترین مقام پدر او ذکر کرده‌اند.

### پرینس دو سان
در سال ۱۷۰۹ پنجمین پرنس دی کنده، که یک شاهزاده از خون سلطنتی از خاندان بوربون-کنده بود، درگذشت. به دنبال مرگ او، عنوان شاهزاده خون سلطنتی به خاندان اورلئان رسید. در نتیجه مقام آن‌ها در جانشینی نزدیک تر به خانواده سلطنتی شد.
مستخدمان خاندان اورلئان بسیار زیاد بودند. مستخدمان فیلیپ دوم و همسرش همچنین پیشخدمتان مادر بیوه دوشس وارثه او، به ۲۵۰ نفر از جمله افسران، درباریان، شاطران و پیاده‌نظام، باغبانان و حتی آرایشگران می‌شد.

### مقام نایب السلطنه

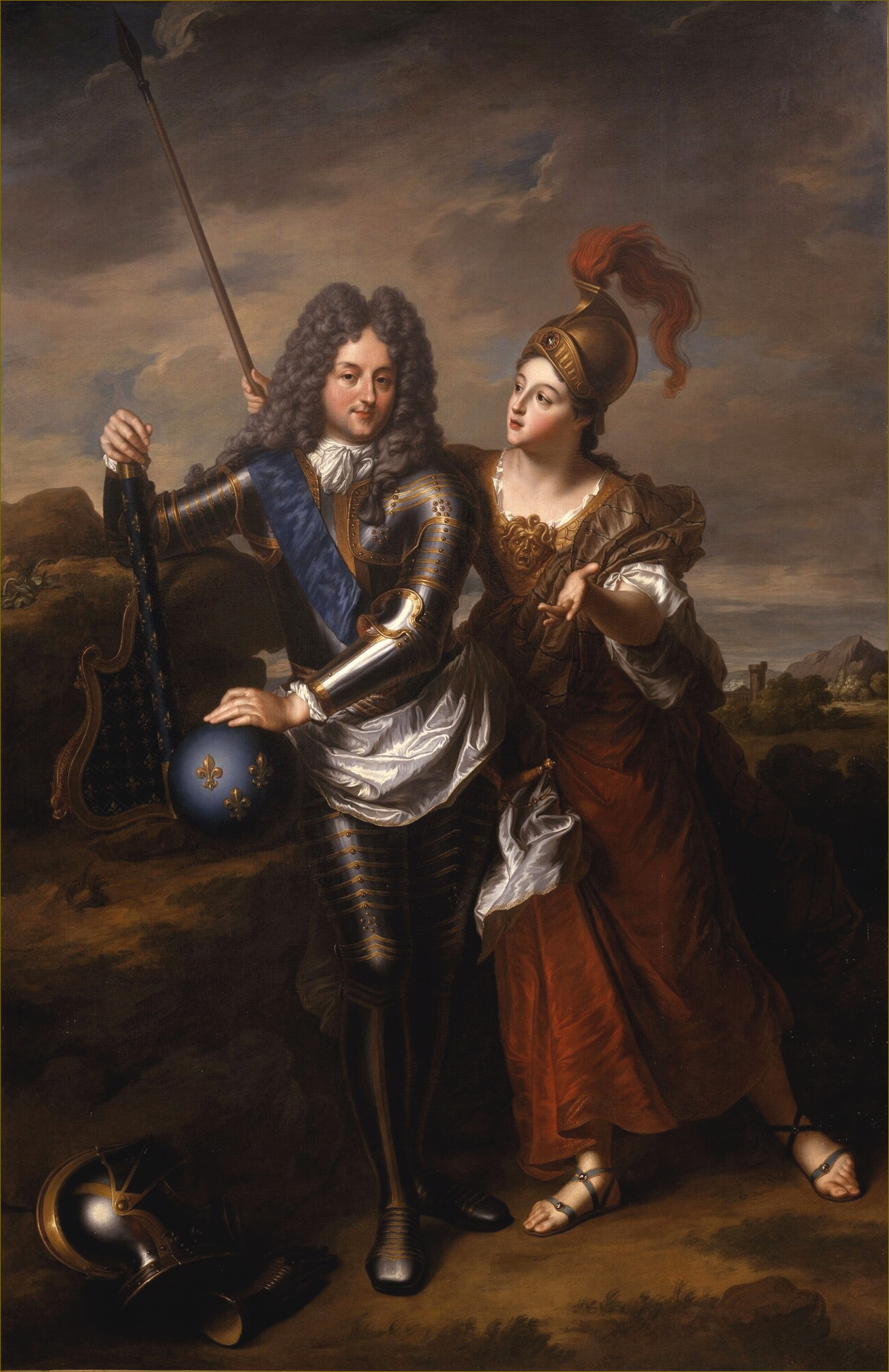
فیلیپ دوم و معشوقه او ماری-مادلین دو پارابره به عنوان آتنا

با مرگ لوئی چهاردهم در ۱۷۱۵ نوه بزرگ او لوئی پانزدهم خردسال به پادشاهی رسید ولی به دلیل سن کم، فیلیپ دوم، دوک اورلئان نایب السلطنه او، قدرت را در دست گرفت این دوران را در تاریخ فرانسه به نام رژانس می‌شناسند و به خاندان اورلئان جایگاه برجسته سیاسی را در دربار پادشاهی داد. فیلیپ دوم از کاخ خانوادگی خود در پله رویال بر فرانسه حکم می‌راند درحالی که لوئی پانزدهم در روبروی او در کاخ لوور زندگی می‌کرد. در ژانویه ۱۷۲۳ لوئی پانزدهم اکثریت آرا را به دست آورد و به تنهایی اداره کشور را آغاز کرد. پادشاه جوان دربار را به ورسای منتقل کرد و در ماه دسامبر، فیلیپ دوم درگذشت و پسرش، لوئی دی اورلئان جانشین وی به عنوان سومین دوک و مهم‌تر از آن، به عنوان وارث فرضی فرانسه منصوب شد. با این وجود، از آنجا که درجه تولد لوئی پانزدهم (به عنوان یک نوه بزرگ یک پادشاه فرانسه) پرنس دو سان بود، لوئی به عنوان شاهزاده از خون سلطنتی مقام بالاتری داشت.

### در زمان لوئی پانزدهم
لوئی دی اورلئان از چند جهت مخالف پدرش بود، ذاتاً کناره‌گیر و بسیار باتقوا بود. اگرچه هنوز بیست ساله و بیوه بود، اما پس از مرگ همسرش دیگر ازدواج نکرد و مطلبی مبنی بر معشوقه داشتن او دیده نشده. وی در صومعه سنت ژنوویو پاریس دفن است.
پسر او، لوئی فیلیپ دی اورلئان، چهارمین نفر از این خاندان بود که عنوان دوک اورلئان را در اختیار داشت. پس از گذراندن دوران موفقی در ارتش، او تصمیم گرفت با معشوقه (بعدها همسر) خود، مارکیز د منته سون در شاتو دی سانت-اسیز زندگی کند.

### لوئی شانزدهم و انقلاب فرانسه
لوئی فیلیپ یکم و همسرش لوئیز هنریت دی بوربون دو بچه داشتند، دوک پنجم، لوئی فیلیپ دوم که در تاریخ با نام فیلیپ اگالیته نیز شناخته می‌شود، و بتیلدا دی اورلئان. به عنوان دوک شارتر، لوئی فیلیپ دوم با یکی از دخترعموهای خود ازدواج کرد، لوئیز ماری آدلاد دی بوربون. او که تک وارث خاندان بوربن-پنتیوور بود، ثروت هنگفتی از طریق حرامزاده‌های مشروعیت یافته لوئی شانزدهم در اختیار داشت. دوشس جهیزیه شش میلیون لیور، معادل مدرن تقریباً ۲۰ میلیون پوند و کمک هزینه سالانه بیش از ۵۰۰۰۰۰ لیور، معادل مدرن تقریباً ۱٫۷ میلیون پوند در سال داشت. پس از مرگ پدرش، او باقیمانده درآمد بوربون-پنتیوور و شاتو خانوادگی را به ارث برد.
بتیلدا اورلئان با لوئی هنری دوم، پرنس کنده آخرین شخص خاندانش، (بوربون-کنده) ازدواج کرد و او مادر دوک آگیین بود، کسی که در جریان انقلاب اعدام شد. بتیلدا در ۱۸۲۲ همزمان با مرگ لوئیز ماری آدلاد درگذشت، هردوی آنها در شاپل رویال دی درو دفن هستند.
نام خانوادگی لوئی فیلیپ دوم، اگالیته ("برابری") بود از زمانی که القاب اشراف فرانسه در سال ۱۷۹۰ لغو شد. اگالیته در کنوانسیون ملی (سومین مجلس قانونگذاری پی در پی انقلاب)، که در سپتامبر ۱۷۹۲ تشکیل شد، انتخاب شد و از سیاست‌های دموکراتیک رادیکال مونتاین‌ها علیه مخالفان معتدل خود در ژیروندن حمایت کرد. بنابراین در دوران انقلاب، فیلیپ اگالیته تنها عضو خانواده سلطنتی بود که از انقلابیون حمایت می‌کرد.
وی تا آنجا پیش رفت که به اعدام پسرعموی خود، پادشاه لوئی شانزدهم رأی داد، عملی که موجب محبوبیت وی در میان انقلابیون و خصومت بی حد و حصر بسیاری از سلطنت‌طلبان فرانسه شد. وی تا اکتبر، آغاز دوران ترور، در زندان ماند. او در ۳ اکتبر برای یک جلسه محاکمه در لیست کوتاه قرار گرفت و به دستور ماکسیمیلیان روبسپیر در مدت یک روز عملاً محاکمه و اعدام شد.
بیشتر خانواده اورلئان مجبور به فرار شدند. دوک جدید اورلئان چند ماه قبل به اتریش فرار کرده بود که باعث دستگیری پدرش شد. برادرش، دوک دو مونپنسیر، در انگلیس می‌میرد و خواهرش پس از مدتی زندانی شدن به سوئیس فرار می‌کند. کوچک‌ترین برادر، لوئی شارل ، کنت بوژولا، در سال ۱۷۹۳ به زندانی در جنوب فرانسه (فورت سن ژان در مارسی) انداخته شد، اما بعداً به ایالات متحده فرار کرد. او نیز در تبعید درگذشت. از میان اورلئان‌ها، تنها بیوه فیلیپ اگالیته توانست بدون مانع در فرانسه بماند تا اینکه در سال ۱۷۹۷ او نیز همراه با چند بوربون باقی مانده که هنوز در فرانسه زندگی می‌کردند، به اسپانیا تبعید شد.
در سال ۱۸۱۴ در حین بازگشت بوربون‌ها، سه عضو باقیمانده از خانواده، دوک اورلئان، مادر و خواهر او، به پاریس بازگشتند. املاک و عناوین این خانواده توسط لوئی هجدهم به آنها بازگردانده شد.

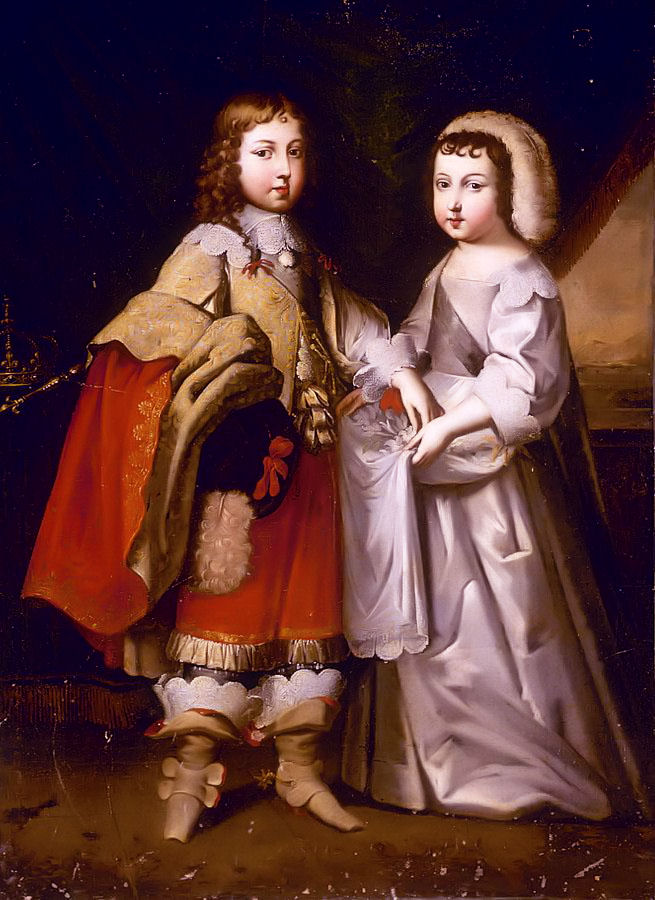
لوئی چهاردهم و برادر کوچکش فیلیپ یکم
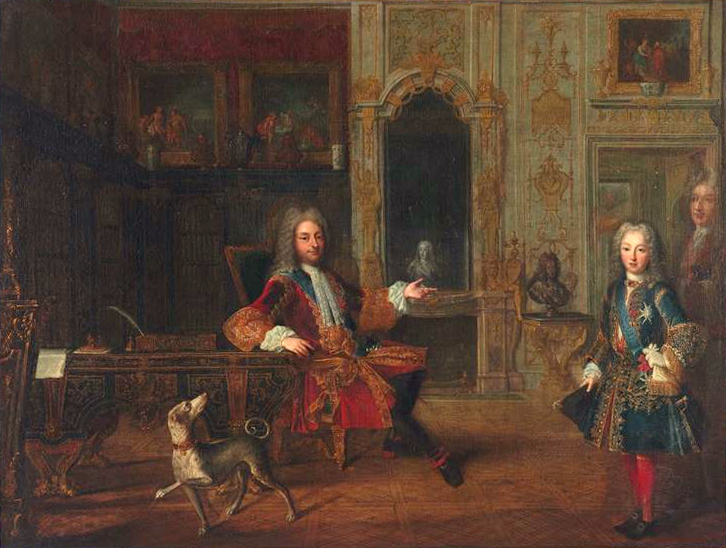
فیلیپ دوم به همراه شاه خردسال، لوئی پانزدهم
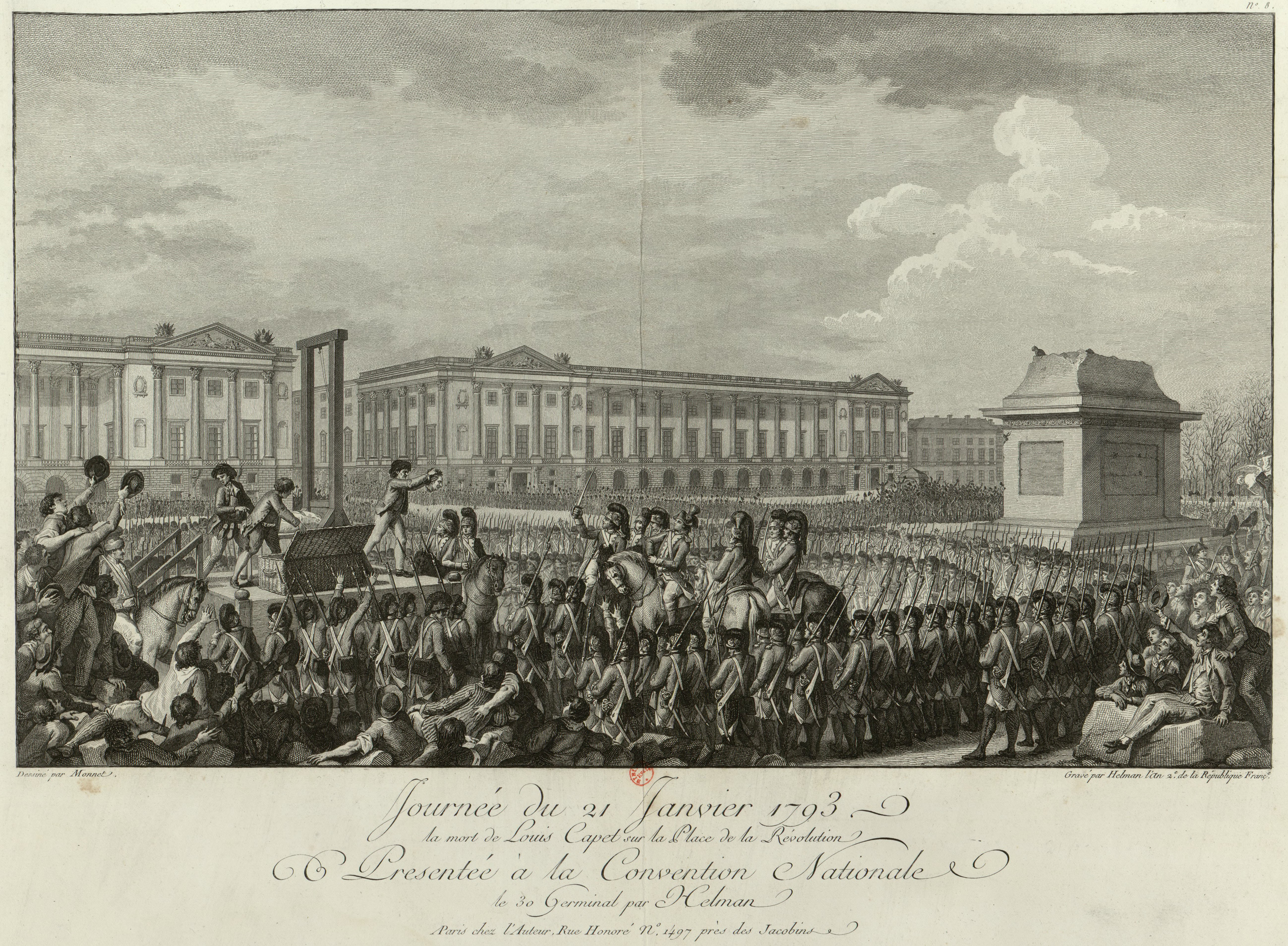
اعدام لوئی شانزدهم. پسر عموی او، فیلیپ اگالیته، رأی به مرگ او داد.

### سلطنت ژوئیه
در ۱۸۳۰ به دنبال انقلاب ژوئیه، وقتی که شارل دهم شاه بوربون از دوران بازگشت بوربون‌ها خلع شد، خاندان اورلئان تبدیل به خاندان سلطنتی شد و ششمین دوک، لوئی فیلیپ سوم دی اورلئان، پسر لوئی اگالیته با عنوان لوئی فیلیپ یکم شاه فرانسه شد. لوئی فیلیپ به عنوان یک پادشاه مشروطه حکومت می‌کرد و به همین دلیل به جای «فرانسه» پادشاه فرانسویان خوانده می‌شد. حکومت او تا انقلاب ۱۸۴۸ ادامه داشت.

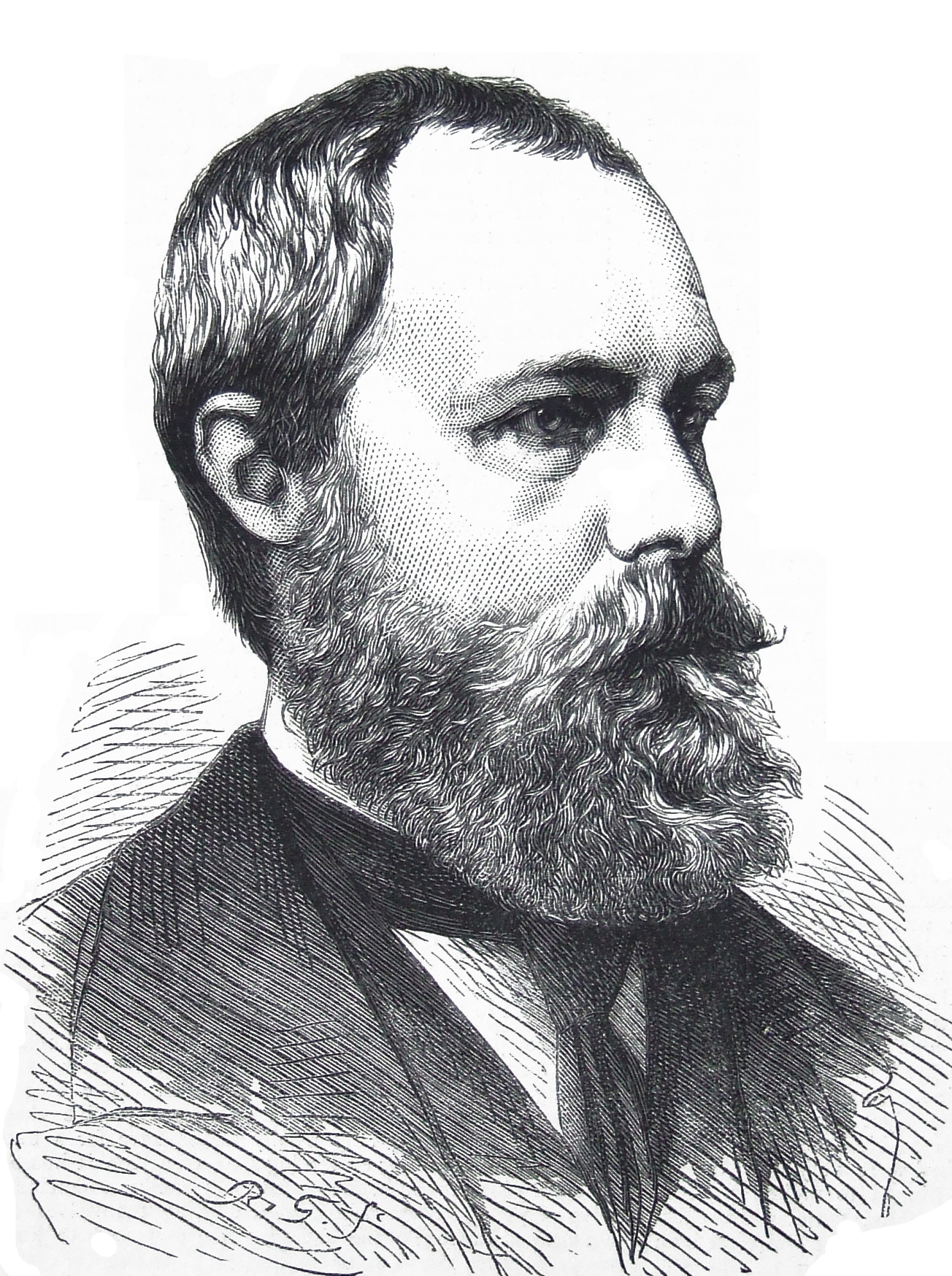
فیلیپ دی اورلئان، کنت پاریس

حتی پس از برکناری وی، یک جناح اورلئانیست همچنان فعال بود و از بازگشت اورلئان‌ها به قدرت حمایت می‌کرد. در حالی که جناح لجیتیمیست‌ها همچنان به حمایت از بوربون‌ها ادامه دادند، که پس از سقوط امپراتوری دوم فرانسه نزدیک به دست آوردن مجدد سلطنت بودند. در اوایل دهه ۱۸۷۰، اکثر نمایندگان در شورای ملی لجیتیمیست بودند، و همچنین رئیس‌جمهور کشور، پاتریس دو مک ماهون. بنابراین، به‌طور گسترده‌ای انتظار می‌رفت که از یک خاندان قدیمی، بوربون یا اورلئان دعوت شود تا دوباره بر تخت سلطنت بنشیند. برای استفاده از این فرصت، اورلئانیست‌ها اصطلاحاً تلفیقی را ارائه دادند، به موجب آن نوه و وارث پادشاه لوئی فیلیپ، پرنس فیلیپ، کنت پاریس، حق داشت مدعی تاج تخت هم از طرف اورلئان هم بوربون باشد به این خاطر که مدعی بوربون فرزندی نداشت و مادر فیلیپ یک بوربون بود، بدین ترتیب حمایت سلطنت‌طلبان چه اورلئانیست چه لجیتیمیست بر فیلیپ متحد شد. از طرفی آخرین مرد از خط خون مستقیم لوئی چهاردهم، کنت چمبورد از پذیرش پرچم سه رنگ به عنوان پرچم فرانسه در یک پادشاهی سر باز می‌زد و همین باعث حمایت کم بین سلطنت‌طلبان از او بود.
اگرچه اورلئان‌ها بدون اعتراض زیر پرچم سه رنگ سلطنت کرده بودند، اما این بار شاهزادگان اورلئان با تلاش برای ارائه خود به عنوان کاندیداهای جایگزین، درگیر مشکل قبول کردن پرچم شده بودند؛ اما تا زمانی که سرانجام کنت چمبورد قوت کرد و سرانجام فیلیپ می‌توانست ادعای خود را عملی کند، فرانسه با قاطعیت جمهوری‌خواه شده بود. از ۱۸۴۸ دیگر فرانسه پادشاهی از این دو خاندان قدیمی نداشته‌است.
شاه لوئی فیلیپ و خانواده‌اش تا زمان مرگ در کلارمونت، ساری در انگلیس زندگی می‌کردند و مثل مادرش و همسرش آملیا در شاپل رویال دی درو دفن شده‌است. کنت چامبورد بدون فرزندی درگذشت و از آن زمان وارث تاج و تخت فرانسه خاندان اورلئان شد.
هرچند هنوز بعضی از لجیتیمیست به خاطر حمایت‌های فیلیپ اگالیته از انقلاب کینه از خاندان اورلئان دارند و حمایت خودشان را به یکی از شاخه‌های شاخه اسپانیایی بوربون که با نام کارلیست شناخته می‌شود، منتقل کردند.
بنابراین از نظر طرفداران آنها، نه تنها سران خاندان اورلئان می‌توانند وارثان شایسته عنوان "پادشاه فرانسویان" باشند، بلکه همچنین می‌توانند ادعای عنوان "پادشاه فرانسه و ناوار" را داشته باشند.

نشان ملی پادشاهی فرانسه (۱۸۳۱-۱۸۴۸)
نشان پادشاه فرانسویان (۱۸۳۰-۱۸۴۸)

## سران خاندان
| نام | پرتره | زاده                                                             | ازدواج‌ها | درگذشته                                                    | حق سلطنت                                 | منبع.  |
| --- | ----- | ---------------------------------------------------------------- | --- | ---------------------------------------------------------- | ---------------------------------------- | ------ |
| فیلیپ یکم، دوک اورلئان ۱۰ مه ۱۶۶۱ – ۷ ژوئن ۱۷۰۱                                                                                             |       | ۱۰ مه ۱۶۴۰پسر لوئی سیزدهم و ملکه آن اتریش                        | (۱) هنریتا از انگلستان (ازدواج ۱۶۶۱; مرگ ۱۶۷۰) ۳ بچه(۲) الیزابت شارلوت (ازدواج ۱۶۷۱; بیوه ۱۷۰۱) ۳ فرزند         | ۹ ژوئن ۱۷۰۱                                                | اعطای مقام دوک اورلئان توسط لوئی چهاردهم | [ ۸ ]  |
| فیلیپ دوم، دوک اورلئان ۹ ژوئن ۱۷۰۱ – ۲ دسامبر ۱۷۲۳                                                                                          |       | ۲ اوت ۱۶۷۴ پسر فیلیپ یکم و الیزابت شارلوت، مادام پالاتین         | فرانسوا ماری دو بوربن (ازدواج ۱۶۹۲; بیوه ۱۷۲۳) ۸ بچه                                                            | ۲ دسامبر ۱۷۲۳ سن ۴۹                                        | پسر فیلیپ یکم، دوک اورلئان               |        |
| لوئی، دوک اورلئان ۲ دسامبر ۱۷۲۳ – ۴ فوریه ۱۷۵۲                                                                                              |       | ۴ اوت ۱۷۰۳ پسر فیلیپ دوم و فرانسوا ماری دو بوربن                 | یوهانای بادن-بادن (از. ۱۷۲۴; مر. ۱۷۲۶) ۸ بچه                                                                    | ۴ فوریه ۱۷۵۲ پاریس در سن ۴۸                                | پسر فیلیپ دوم، دوک اورلئان               |        |
| لوئی فیلیپ یکم، دوک اورلئان ۴ فوریه ۱۷۵۲ – ۱۸ نوامبر ۱۷۸۵                                                                                   |       | لوئی و یوهانای بادن-بادن                                         | (۱) لوئیز هنریت دی بوربون (از. ۱۷۴۳; م. ۱۷۵۹) ۳ بچه(۲) شارلوت-ژان بروو د لا هی ریو (از. ۱۷۷۳; ب. ۱۷۸۵) بی فرزند | ۱۸ نوامبر ۱۷۸۵ سن پورت در سن ۶۰                            | لوئی                                     |        |
| لوئی فیلیپ دوم، دوک اورلئان ۱۸ نوامبر ۱۷۵۸ – ۸ سپتامبر ۱۷۹۲ (پس از آن انصراف داد)                                                           |       | ۱۳ آوریل ۱۷۴۷ پسر لوئی فیلیپ یکم و لوئیز هنریت دی بوربون         | لوئیز ماری آدلاد دو بوربن (از. ۱۷۶۸; ب. ۱۷۹۳) ۵ بچه                                                             | ۶ نوامبر ۱۷۹۳ پاریس برای خیانت اعدام شد در سن ۴۶           | پسر لوئی فیلیپ یکم                       | [ ۹ ]  |
| لوئی فیلیپ دوم تا زمان اعدام در سال ۱۷۹۳ همچنان رئیس غیررسمی خاندان بود. پس از آن پسرش لوئی فیلیپ سوم ادعای عنوان دوک اورلئان را ادامه داد. |       |                                                                  | |                                                            |                                          |        |
| لوئی فیلیپ سوم، دوک اورلئان از ۱۸۳۰ تا ۱۸۴۸ لوئی فیلیپ، شاه فرانسویان ۶ نوامبر ۱۷۹۳ – ۲۶ اوت ۱۸۵۰                                           |       | ۶ اکتبر ۱۷۷۳ پاریسپسر لوئی فیلیپ دوم و لوئیز ماری آدلاد دو بوربن | ماریا آملیای ناپل و سیسیلی (از. ۱۸۰۹; ب. ۱۸۵۰) ۱۰ بچه                                                           | ۲۶ اوت ۱۸۵۰ کلرمونت، ساری، انگلستان در سن ۷۶               | پسر لوئی فیلیپ دوم، دوک اورلئان          | [ ۱۰ ] |
| پرنس فیلیپ، کنت پاریس (فیلیپ هفتم، اگر به عنوان شاه حساب شود) ۲۶ اوت ۱۸۵۰ – ۸ سپتامبر ۱۸۹۴                                                  |       | ۲۴ اوت ۱۸۳۸ پسر فردیناند فیلیپ، دوک اورلئان و هلن مکلنبرگ-شورین  | ماری ایزابل اورلئان (از. ۱۸۶۴؛ ب. ۱۸۹۴) ۸ بچه                                                                   | ۸ سپتامبر ۱۸۹۴ استوو هاووس، باکینگهام‌شر، انگلستان در سن ۵۶ | نوه لوئی فیلیپ                           | [ ۱۱ ] |
| پرنس فیلیپ، دوک اورلئان (فیلیپ هشتم، اگر شاه حساب شود) ۸ سپتامبر ۱۸۹۴ – ۲۸ مارش ۱۹۲۶                                                        |       | ۶ فوریه ۱۸۶۹ پسر پرنس فیلیپ، کنت پاریس و ماری ایزابل اورلئان     | ماری دوروتی اتریش (از. ۱۸۹۶؛ ب. ۱۹۲۶) بچه                                                                       | ۲۸ مارس ۱۹۲۶ پالرمو در سن ۵۷ سالگی                         | پسر پرنس فیلیپ                           |        |

## خانواده فعلی

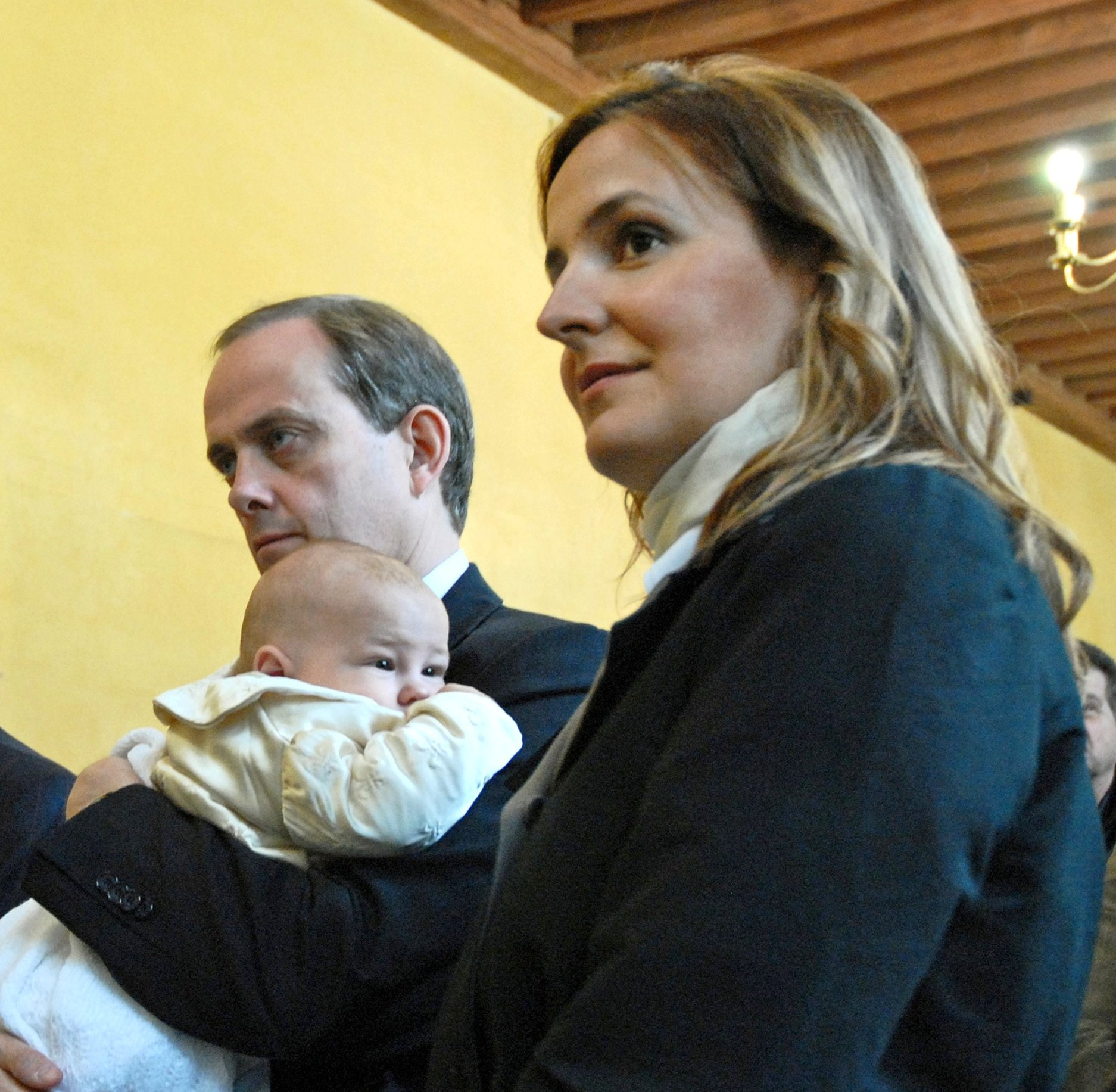
ژان، کنت پاریس به همراه همسر و وارث خود، پرنس گاستون

رئیس کنونی، ژان، کنت پاریس (تولد ۱۹۶۵)، دارای حق پادشاهی با نام ژان چهارم را دارد. از نظر اورلئانیست‌ها او هم مدعی و وارث لوئی فیلیپ و مدعی و وارث کنت چمبورد و شارل دهم است.

### خانواده کنونی
در ۵ ژوئیه ۱۹۵۷ آنری، کنت پاریس با دوشس ماری ترز ورتمبرگ که نسبت او نیز به لوئی فیلیپ می‌رسید، ازدواج کرد. از این اتحاد دو خاندان ورتمبرگ و اورلئان پنج بچه متولد شدند، هنری در سال ۲۰۱۹ درگذشت و عنوان کنت پاریس و ادعای تاج و تخت به پسر بزرگش رسید.
1. پرنسس ماری ایزابل آن جنویو اورلئان (تولد ۳ ژانویه ۱۹۵۹) با پرنس گونداکار لیختن‌اشتاین ازدواج کرد و صاحب پنج بچه شد.
  1. پرنسس لئوپولدین النور ترز ماری لیختن‌اشتاین (تولد ۲۷ ژوئن ۱۹۹۰)
  2. پرنسس ماری ایماکولاتا الیزابت رز آلدگاند لیختن اشتاین (تولد ۱۵ دسامبر ۱۹۹۱)
  3. پرنس یوهان ونزل کارل امران بونیفاتوس ماریای لیختن‌اشتاین (تولد ۱۷ مارش ۱۹۹۳)
  4. پرنسس مارگارت فرانسیسکا داریا ویلهلمین ماری لیختن‌اشتاین (۱۰ ژانویه ۱۹۹۵)
  5. پرنس گابریل کارل بوناونتورا آلفرد والریان ماریای لیختن‌اشتاین (۶ مه ۱۹۹۸)
2. پرنس فرانسوا هنری لوئی ماری اورلئان (تولد ۷ فوریه ۱۹۶۱ - مرگ ۳۰ دسامبر ۲۰۱۷) به شدت معلول بود (بخاطر توکسوپلاسموز مادر در دوران بارداری).
3. پرنس ژان چارلز پیر ماری اورلئان (تولد ۱۹ مه ۱۹۶۵) با فیلومنا دی تورنوس استین‌هارت ازدواج کرد و صاحب پنج بچه شد.
4. پرنس اودو تیلبات ژوزف ماری اورلئان (تولد ۱۸ مارش ۱۹۶۸) با ماری لیسی کلود آن رولاند د روهان-شابوت ازدواج کرد و صاحب دو بچه شد.

## یادداشت
1. ↑  لقبی برای نایب السلطنه و فرزندان پسر شاه
2. ↑  premier prince du sang
3. ↑  Régence